# Parapleustes johanseni
Parapleustes johanseni är en kräftdjursart. Parapleustes johanseni ingår i släktet Parapleustes och familjen Pleustidae. Inga underarter finns listade i Catalogue of Life.